# Rue des Orgues
La rue des Orgues est une voie marseillaise située dans le 4e arrondissement de Marseille.

## Situation et accès
Elle démarre de la place Sébastopol située dans le quartier des Cinq-Avenues, traverse le sud du quartier en ligne droite et se termine à l’intersection avec l’avenue du Maréchal-Foch, qui croise également la rue Henri-Juramy ainsi que les boulevards Françoise-Duparc et Sakakini.
Elle est desservie par la ligne de tramway   à l’arrêt Foch Sakakini ainsi que par la ligne de bus de nuit   en direction du Centre Bourse depuis 2007. Elle était desservie auparavant par la ligne  en direction d’Endoume depuis la gare de Marseille-Blancarde.

## Origine du nom
La rue doit son nom à un facteur d'orgues réputé, Léon Joseph Méritan, qui avait son atelier au 4 traverse Monte-Cristo (devenue rue Monte-Cristo).

## Historique
La rue prend sa dénomination actuelle par délibération du conseil municipal en date du 29 janvier 1929 et est classée dans la voirie de Marseille le 2 mars 1929.
Elle s’appelait auparavant « chemin de Saint-Naphre », puis « traverse Monte-Cristo » et « traverse des Marronniers ».